# Promenade de la Croisette
La Promenade de la Croisette o simplemente La Croisette es un bulevar de Cannes que bordea la bahía y tiene un amplio paseo peatonal a la sombra de los pinos junto a la playa. Construida sobre el antiguo camino litoral llamado chemin de la petite croix, es conocida en el mundo entero debido al Festival de Cannes y al Palacio de Festivales, cuya célebre alfombra roja desciende hasta el inicio del paseo. La mayor parte de los mejores hoteles de la ciudad se sitúan en el Boulevard de la Croisette, así como las tiendas de lujo y de las grandes marcas de ropa.
La Croisette es también el nombre de la punta en la cual se termina el bulevar, que forma un cabo que separa la bahía de Cannes de la de Golfe-Juan, frente a la isla Santa Margarita. Según la tradición, este nombre se debe a la presencia de una pequeña cruz en la punta del cabo, que los habitantes de Cannes veneraban y a la cual las cofradías de penitentes iban en procesión.

## Historia

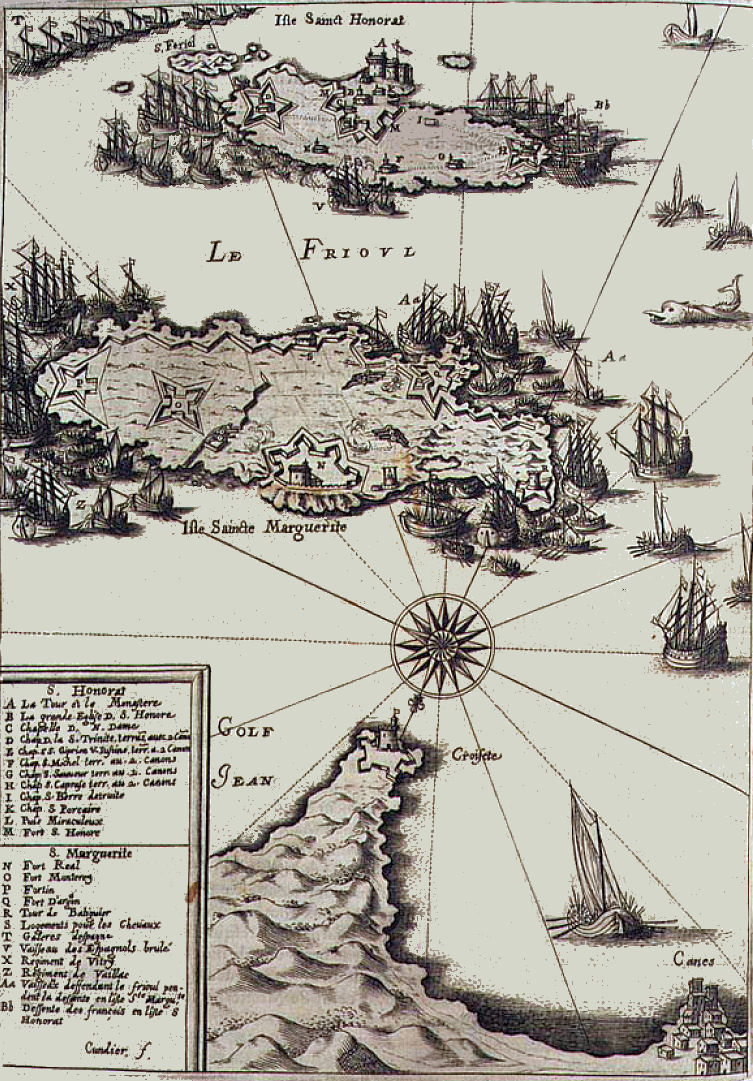
Grabado que representa el asedio de las islas de Lérins por las tropas francesas en 1637.

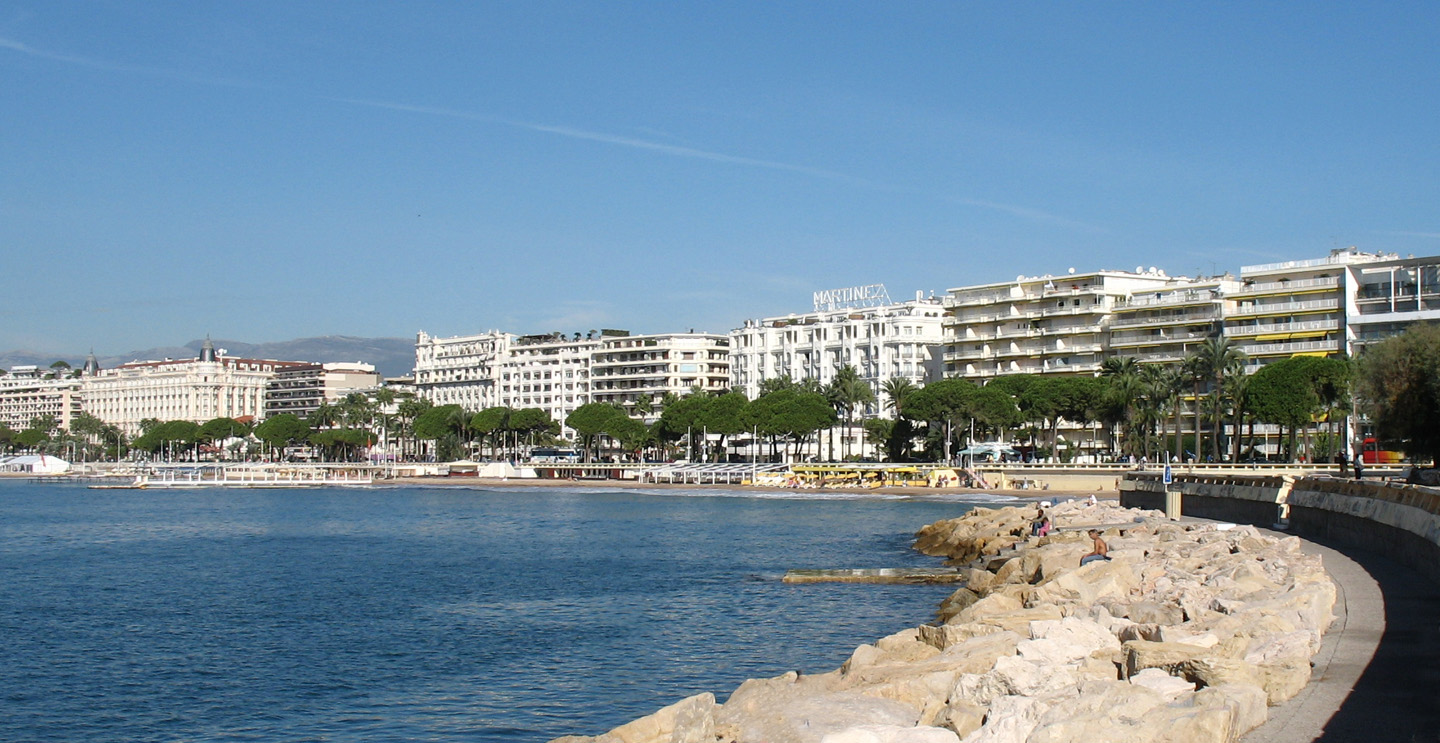
La Promenade de la Croisette y la playa.

En la Edad Media, se construyó aquí una torre circular para vigilar el acercamiento de los barcos sospechosos y dar la alerta. En 1635, la Francia de Luis XIII declaró la guerra al emperador Fernando II y a su aliado el rey de España Felipe IV. Se construyó un fuerte, llamado fort Croisette o fort de la Croix. El 13 de septiembre de 1635, una flota española compuesta por veintidós galeras y cinco naves se presentó en la en bahía de Cannes y atacó el fuerte real de la isla Santa Margarita que, débilmente defendido, tuvo que capitular. Al día siguiente, atacó el fort Croisette, que resistió. La recuperación del fuerte Santa Margarita por parte de las tropas francesas no comenzó hasta que una flota francesa dirigida por el conde de Harcourt se presentó delante del fuerte el 14 de abril de 1637. La toma de las dos islas de Lérins fue efectiva el 12 de mayo. De esta época databa un camino que conectaba Cannes, a partir de la Rue Grande, con el cabo Croisette. Sin embargo, debido al paso del tiempo, a principios del siglo XIX no quedaba ningún rastro de este camino: las dunas de arena lo habían cubierto.
En 1853, Marius Barbe, alcalde de Cannes, pidió al Estado la concesión de la banda litoral para construir allí un paseo. En 1856, los veintiséis propietarios de los terrenos costeros, hasta entonces en oposición al proyecto, decidieron construir un camino de cinco metros de anchura desde el arroyo de la Foux hasta el cabo Croisette, haciéndose cargo de cinco sextos de los gastos totales. Un decreto del prefecto autorizó las obras el 14 de enero de 1857, y el consejo municipal votó el proyecto el 24 de enero de 1859. El camino fue clasificado como camino vecinal en 1860. La calzada se completó el 14 de marzo de 1863. Esta nueva infraestructura permitió la construcción en 1864 del Hôtel Gonnet, el Grand Hôtel, el círculo náutico y unas quince villas. 
Por deliberación municipal del 22 de septiembre de 1866, la Croisette recibió el nombre de boulevard de l'Impératrice. Tras la Segunda Guerra Mundial, la mayor parte de los grandes establecimientos fueron reconstruidos. El círculo náutico fue sustituido por el Palacio de Festivales en 1949. Entre 1960 y 1963, el alcalde de Cannes, Bernard Cornut-Gentille, realizó grandes obras de ensanchamiento del bulevar con falsos arcos por encima de la playa para proteger la calzada, y posteriormente la ampliación de la playa de arena, que dieron el aspecto actual del paseo.

## Patrimonio
El paseo marítimo llamado Boulevard de la Croisette está inscrito en el inventario general del patrimonio cultural francés con el título de patrimoine balnéaire de Cannes. Ese mismo inventario enumera los palacios y hoteles que lo han hecho célebre:
- Palacio de Festivales y Congresos de Cannes[5]
- Hôtel Majestic (n.º 10)[6]
- Hôtel Gray d'Albion (n.º 12-18)[7]
- La Malmaison (n.º 47)[8]
- Hôtel Carlton (n.º 58)[9]
- Résidence Miramar (n.º 65)[10]
- Hôtel Martinez (n.º 73)[11]
- Palais des Dunes (n.º 90-92)[12]

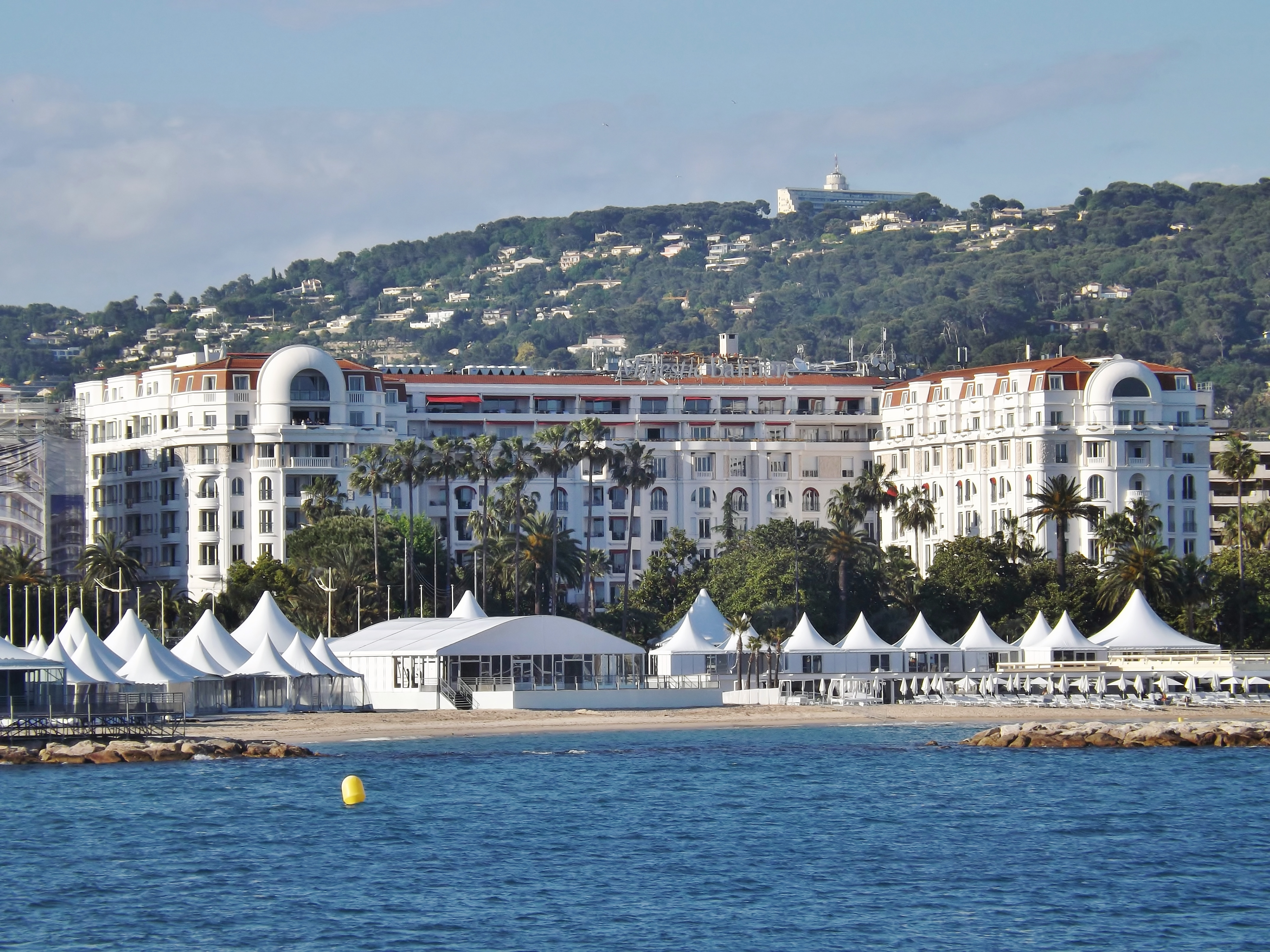
Le Majestic visto desde el mar.
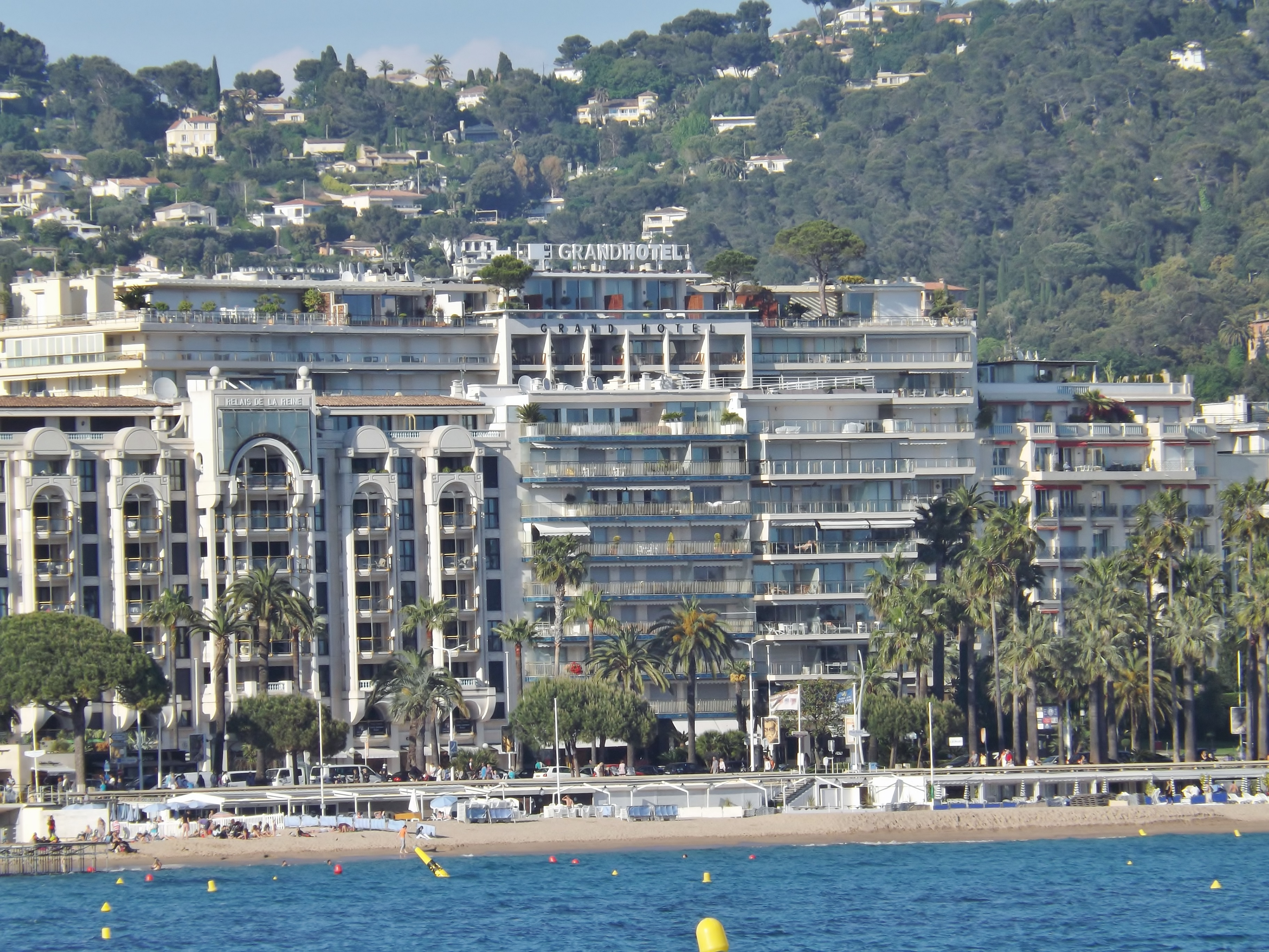
Le Relais de la Reine y el Grand Hôtel vistos desde el mar.
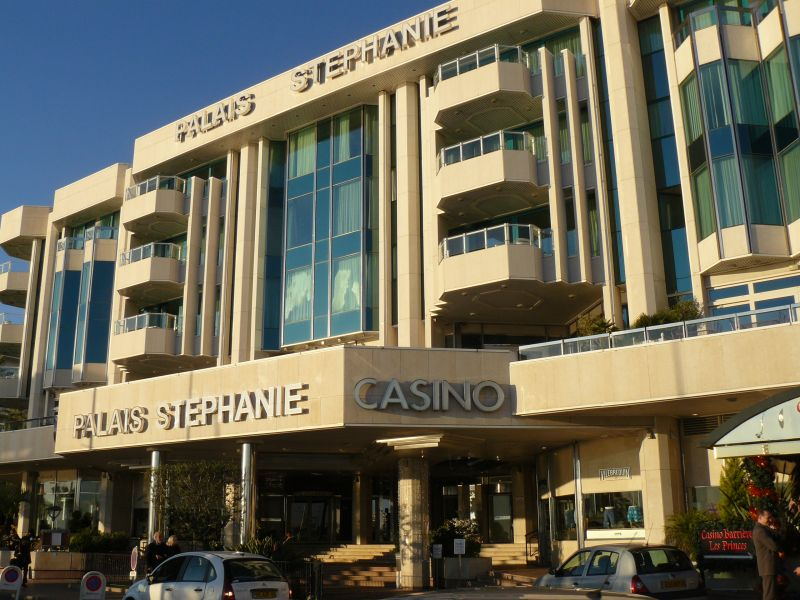
El Palais Stéphanie.
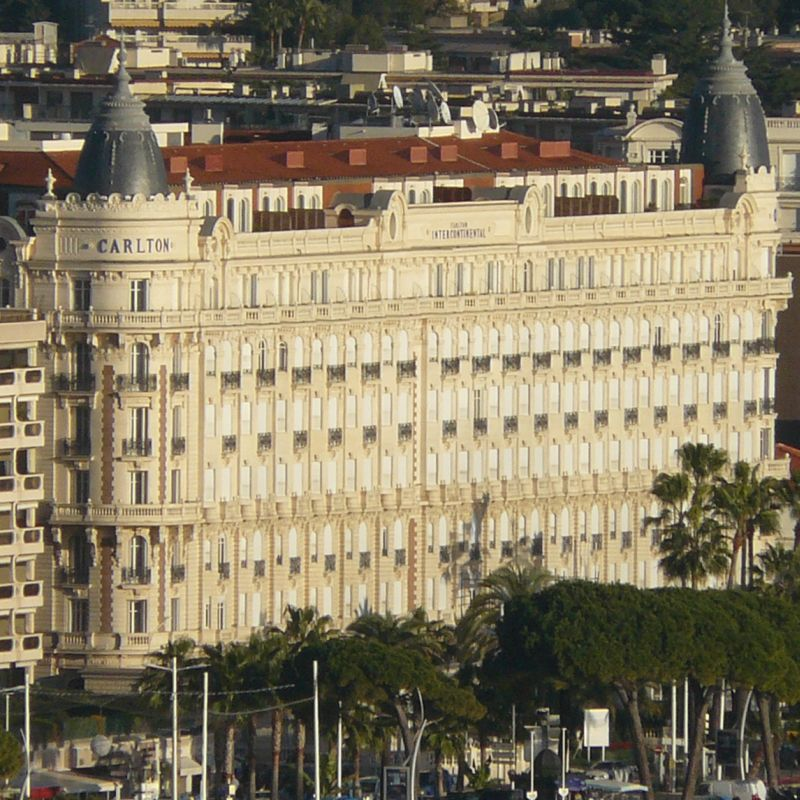
El Hôtel Carlton Cannes visto desde la Tour de la Castre.
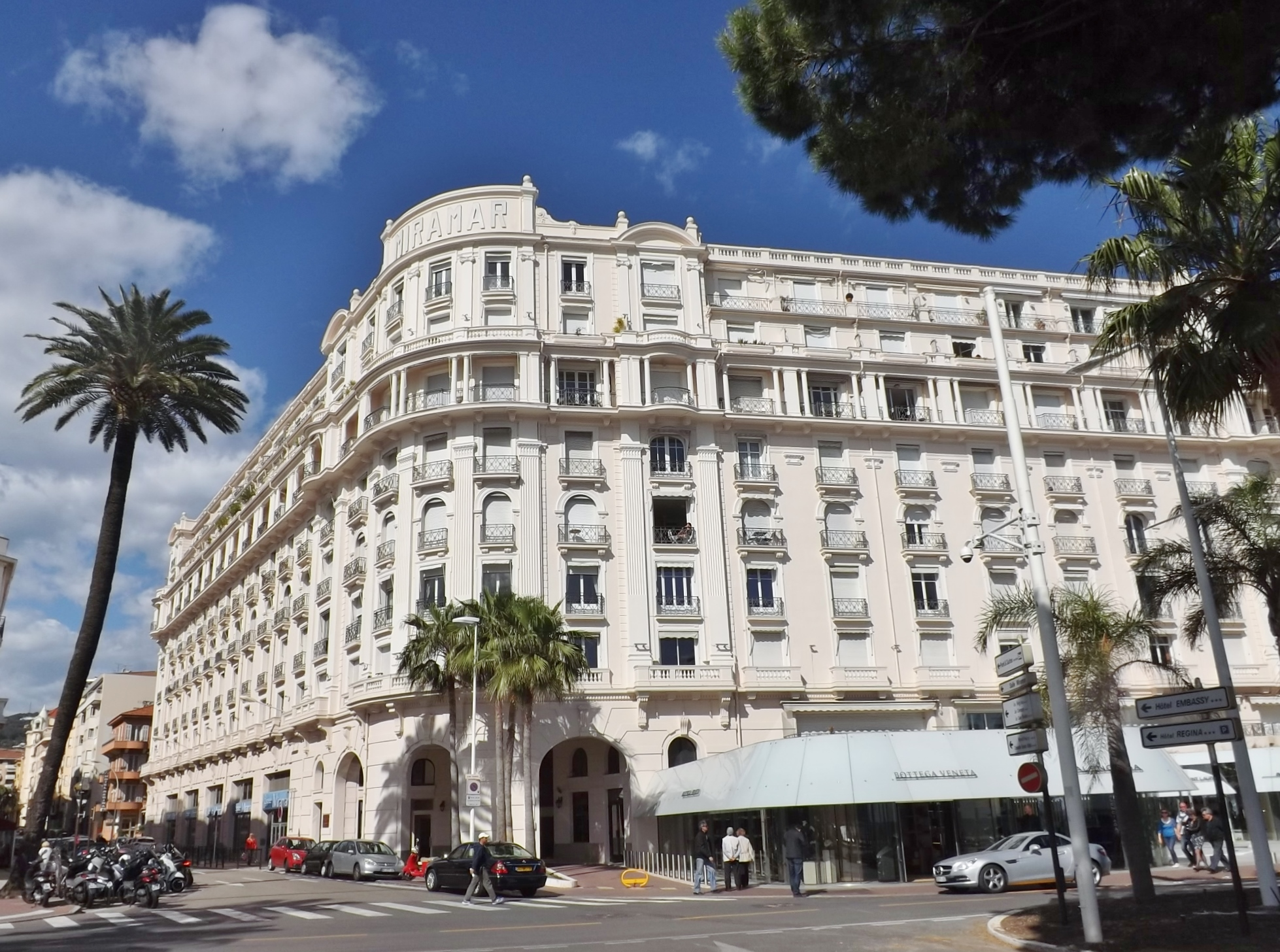
El Palais Miramar visto desde el bulevar.